# Jarosław Mądry (skoczek narciarski)
Jarosław Mądry (ur. 31 marca 1968) – polski skoczek narciarski, dwukrotny medalista mistrzostw Polski, dwukrotny medalista uniwersjady, uczestnik mistrzostw świata. Jeden z ostatnich zawodników skaczących stylem klasycznym w zawodach rangi międzynarodowej. Mistrz Polski juniorów.

## Przebieg kariery
Mądry zadebiutował w Pucharze Świata w sezonie 1987/1988. W Turnieju Czterech Skoczni uplasował się wówczas na 72. pozycji. Rok później ponownie był 72. Pojechał również na mistrzostwa świata do Lahti, gdzie zajął 58. i 56. miejsce indywidualnie i 12. w drużynie. Po powrocie do kraju zdobył srebrny medal mistrzostw Polski na dużej skoczni. W marcu zdobył też srebro na Uniwersjadzie 1989 w Sofii (skocznia średnia w Borowcu), skacząc w gęstej mgle 84,5 m i 84 m. Rok później został mistrzem Polski.
W Pucharze Świata startował do 1993 roku. Mimo to, nie zdobył ani jednego punktu. W swym ostatnim sezonie w karierze w TCS zajął 80. miejsce i zdobył brązowy medal w drużynie na uniwersjadzie w Zakopanem. Potem zakończył karierę ze względów zdrowotnych.
Po zakończeniu kariery wyemigrował do Stanów Zjednoczonych, gdzie podejmował pracę zawodową między innymi w budownictwie. Posiada również amerykańskie obywatelstwo. Choruje na stwardnienie rozsiane, po wykryciu choroby powrócił do Polski.

## Mistrzostwa świata
- Indywidualnie

| 1989 Lahti | – | 56. miejsce (K-90), 58. miejsce (K-114) |

- Drużynowo

| 1989 Lahti | – | 12. miejsce (K-114) |

## Mistrzostwa świata w lotach narciarskich
| 1988 Oberstdorf | – | 41. miejsce |

## Mistrzostwa świata juniorów
| 1984 Trondheim | – | 53. miejsce |

## Puchar Świata

### Miejsca w poszczególnych konkursach indywidualnychPucharu Świata
| Źródło | Źródło      | Źródło      | Źródło      | Źródło  | Źródło     | Źródło                 | Źródło                 | Źródło        | Źródło        | Źródło          | Źródło          | Źródło          | Źródło       | Źródło      | Źródło    | Źródło       | Źródło    | Źródło  | Źródło  | Źródło       | Źródło              | Źródło  | Źródło  | Źródło  | Źródło | Źródło | Źródło | Źródło | Źródło | Źródło | Źródło | Źródło | Źródło | Źródło | Źródło | Źródło | Źródło | Źródło | Źródło | Źródło | Źródło | Źródło | Źródło | Źródło | Źródło | Źródło | Źródło | Źródło | Źródło |
| --- | ----------- | ----------- | ----------- | ------- | ---------- | ---------------------- | ---------------------- | ------------- | ------------- | --------------- | --------------- | --------------- | ------------ | ----------- | --------- | ------------ | --------- | ------- | ------- | ------------ | ------------------- | ------- | ------- | ------- | ------ | ------ | ------ | ------ | ------ | ------ | ------ | ------ | ------ | ------ | ------ | ------ | ------ | ------ | ------ | ------ | ------ | ------ | ------ | ------ | ------ | ------ | ------ | ------ | ------ |
| Sezon 1987/1988                                                                                                   |             |             |             |         |            |                        |                        |               |               |                 |                 |                 |              |             |           |              |           |         |         |              |                     |         |         |         |        |        |        |        |        |        |        |        |        |        |        |        |        |        |        |        |        |        |        |        |        |        |        |        |        |
| Thunder Bay | Thunder Bay | Lake Placid | Lake Placid | Sapporo | Sapporo    | Oberstdorf             | Garmisch-Partenkirchen | Innsbruck     | Bischofshofen | Gallio          | Sankt Moritz    | Gstaad          | Engelberg    | Lahti       | Lahti     | Meldal       | Oslo      | Planica | Planica | punkty       | punkty              | punkty  | punkty  | punkty  | punkty | punkty | punkty | punkty | punkty | punkty | punkty | punkty | punkty | punkty | punkty | punkty | punkty | punkty |        |        |        |        |        |        |        |        |        |        |        |
| - | -           | -           | -           | -       | -          | 57                     | 73                     | 80            | 53            | -               | 74              | 60              | 63           | -           | -         | -            | -         | 83      | 69      | 0            | 0                   | 0       | 0       | 0       | 0      | 0      | 0      | 0      | 0      | 0      | 0      | 0      | 0      | 0      | 0      | 0      | 0      | 0      |        |        |        |        |        |        |        |        |        |        |        |
| Sezon 1988/1989                                                                                                   |             |             |             |         |            |                        |                        |               |               |                 |                 |                 |              |             |           |              |           |         |         |              |                     |         |         |         |        |        |        |        |        |        |        |        |        |        |        |        |        |        |        |        |        |        |        |        |        |        |        |        |        |
| Thunder Bay | Thunder Bay | Lake Placid | Lake Placid | Sapporo | Sapporo    | Oberstdorf             | Garmisch-Partenkirchen | Innsbruck     | Bischofshofen | Liberec         | Harrachov       | Oberhof         | Oberhof      | Chamonix    | Oslo      | Örnsköldsvik | Harrachov | Planica | Planica | punkty       | punkty              | punkty  | punkty  | punkty  | punkty | punkty | punkty | punkty | punkty | punkty | punkty | punkty | punkty | punkty | punkty | punkty | punkty | punkty |        |        |        |        |        |        |        |        |        |        |        |
| - | -           | -           | -           | -       | -          | 78                     | 83                     | 77            | 66            | 69              | 76              | 57              | 50           | -           | -         | -            | 29        | -       | -       | 0            | 0                   | 0       | 0       | 0       | 0      | 0      | 0      | 0      | 0      | 0      | 0      | 0      | 0      | 0      | 0      | 0      | 0      | 0      |        |        |        |        |        |        |        |        |        |        |        |
| Sezon 1989/1990                                                                                                   |             |             |             |         |            |                        |                        |               |               |                 |                 |                 |              |             |           |              |           |         |         |              |                     |         |         |         |        |        |        |        |        |        |        |        |        |        |        |        |        |        |        |        |        |        |        |        |        |        |        |        |        |
| Thunder Bay | Thunder Bay | Lake Placid | Lake Placid | Sapporo | Sapporo    | Oberstdorf             | Garmisch-Partenkirchen | Innsbruck     | Bischofshofen | Harrachov       | Liberec         | Zakopane        | Sankt Moritz | Gstaad      | Engelberg | Predazzo     | Predazzo  | Lahti   | Lahti   | Örnsköldsvik | Sollefteå           | Raufoss | Planica | Planica | punkty |        |        |        |        |        |        |        |        |        |        |        |        |        |        |        |        |        |        |        |        |        |        |        |        |
| 51 | 51          | 54          | 66          | -       | -          | -                      | -                      | -             | -             | -               | -               | 65              | 73           | 82          | 34        | 60           | 52        | -       | -       | -            | -                   | -       | 72      | 74      | 0      |        |        |        |        |        |        |        |        |        |        |        |        |        |        |        |        |        |        |        |        |        |        |        |        |
| Sezon 1990/1991                                                                                                   |             |             |             |         |            |                        |                        |               |               |                 |                 |                 |              |             |           |              |           |         |         |              |                     |         |         |         |        |        |        |        |        |        |        |        |        |        |        |        |        |        |        |        |        |        |        |        |        |        |        |        |        |
| Lake Placid | Lake Placid | Thunder Bay | Thunder Bay | Sapporo | Sapporo    | Oberstdorf             | Garmisch-Partenkirchen | Innsbruck     | Bischofshofen | Oberhof         | Bad Mitterndorf | Bad Mitterndorf | Lahti        | Lahti       | Bollnäs   | Falun        | Trondheim | Oslo    | Planica | Planica      | Szczyrbskie Jezioro | punkty  | punkty  | punkty  | punkty | punkty | punkty | punkty | punkty | punkty | punkty | punkty | punkty | punkty | punkty | punkty | punkty | punkty | punkty | punkty |        |        |        |        |        |        |        |        |        |
| 60 | 51          | q           | q           | 55      | -          | -                      | -                      | -             | -             | -               | -               | -               | -            | -           | -         | -            | -         | -       | -       | -            | -                   | 0       | 0       | 0       | 0      | 0      | 0      | 0      | 0      | 0      | 0      | 0      | 0      | 0      | 0      | 0      | 0      | 0      | 0      | 0      |        |        |        |        |        |        |        |        |        |
| Sezon 1992/1993                                                                                                   |             |             |             |         |            |                        |                        |               |               |                 |                 |                 |              |             |           |              |           |         |         |              |                     |         |         |         |        |        |        |        |        |        |        |        |        |        |        |        |        |        |        |        |        |        |        |        |        |        |        |        |        |
| Falun | Falun       | Ruhpolding  | Sapporo     | Sapporo | Oberstdorf | Garmisch-Partenkirchen | Innsbruck              | Bischofshofen | Predazzo      | Bad Mitterndorf | Bad Mitterndorf | Lahti           | Lahti        | Lillehammer | Oslo      | Planica      | punkty    | punkty  | punkty  | punkty       | punkty              | punkty  | punkty  | punkty  | punkty | punkty | punkty | punkty | punkty | punkty | punkty | punkty | punkty | punkty | punkty |        |        |        |        |        |        |        |        |        |        |        |        |        |        |
| - | -           | 46          | -           | -       | q          | q                      | 60                     | q             | -             | -               | -               | -               | -            | -           | -         | -            | 0         | 0       | 0       | 0            | 0                   | 0       | 0       | 0       | 0      | 0      | 0      | 0      | 0      | 0      | 0      | 0      | 0      | 0      | 0      |        |        |        |        |        |        |        |        |        |        |        |        |        |        |
| Legenda |             |             |             |         |            |                        |                        |               |               |                 |                 |                 |              |             |           |              |           |         |         |              |                     |         |         |         |        |        |        |        |        |        |        |        |        |        |        |        |        |        |        |        |        |        |        |        |        |        |        |        |        |
| 1 2 3 4-10 11-15 poniżej 15 dq – dyskwalifikacja q – zawodnik nie zakwalifikował się - – zawodnik nie wystartował |             |             |             |         |            |                        |                        |               |               |                 |                 |                 |              |             |           |              |           |         |         |              |                     |         |         |         |        |        |        |        |        |        |        |        |        |        |        |        |        |        |        |        |        |        |        |        |        |        |        |        |        |

### Turniej Czterech Skoczni

#### Miejsca w klasyfikacji generalnej
| Sezon     | Miejsce | Źr.    |
| --------- | ------- | ------ |
| 1987/1988 | 73.     | [ 14 ] |
| 1988/1989 | 72.     | [ 15 ] |
| 1992/1993 | 79.     | [ 16 ] |

## Mistrzostwa Polski
- złoty medal: 1990 (K90)
- srebrny medal: 1989 (K90).